# Piia-Noora Kauppi
Piia-Noora Kauppi este un om politic finlandez, membru al Parlamentului European în perioada 1999-2004 din partea Finlandei.
1. ↑  Piia-Noora Kauppi, Česko-Slovenská filmová databáze
2. ↑  „Piia-Noora Kauppi”, Gemeinsame Normdatei, accesat în 29 aprilie 2014
3. ↑  Deputații în Parlamentul European